# Aloe alooides
Aloe alooides (укр. Алое алоїдес, Алое алоєвидне)  — сукулентна рослина роду алое.

## Етимологія
Видова назва походить від алое та грец. oides — подібний. Вперше цей вид був описаний і віднесений до роду Urginia.

## Морфологічні ознаки

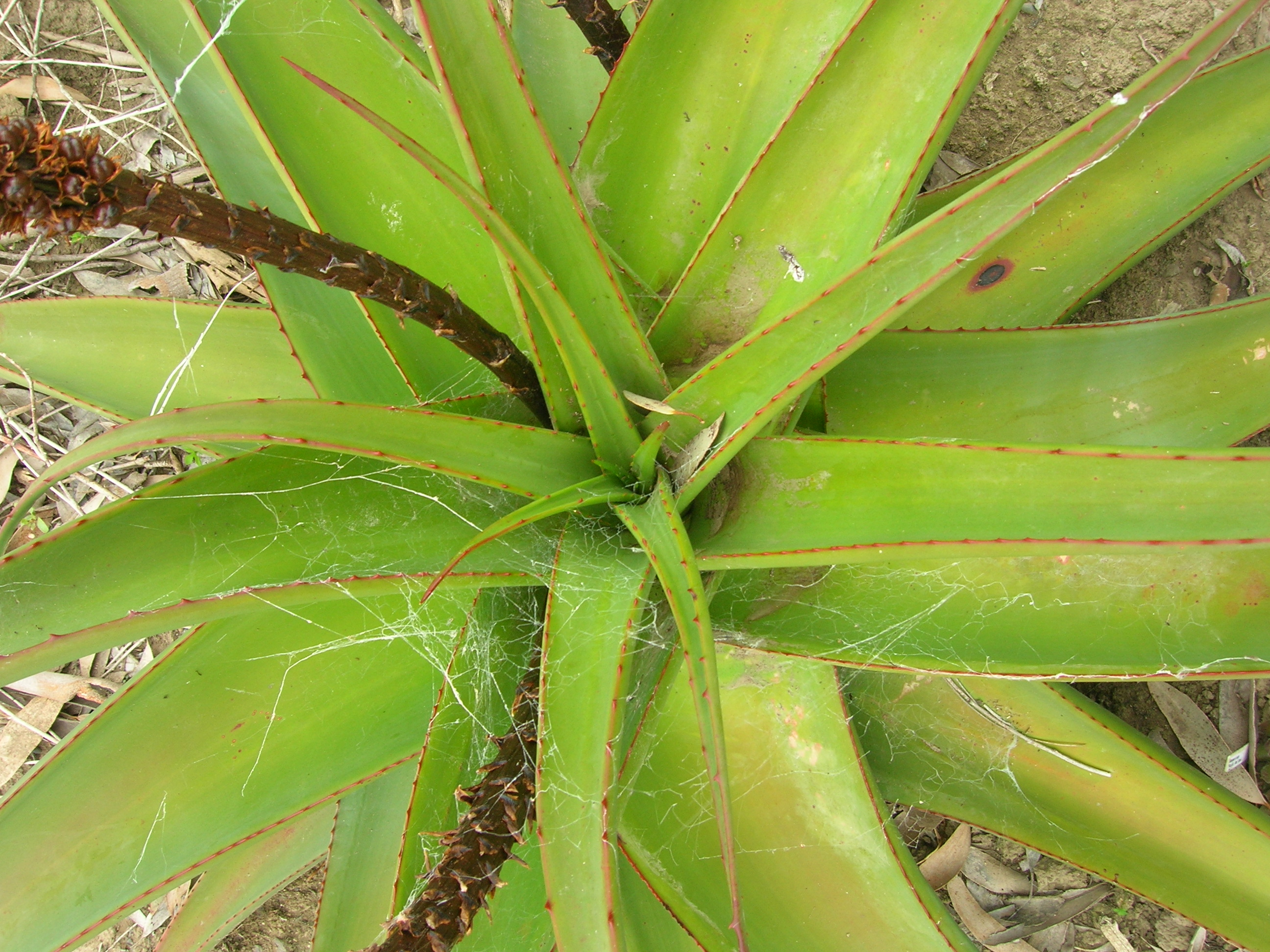

Одиночні соковиті розетки, до 2 м заввишки і завширшки до 90 см. Листя довгі, сильно відігнуті, озброєні червонувато-коричневими зубчиками. Має дрібні зеленувато-жовті колоколоподібні квіти, зібрані в колосоподібні суцвіття заввишки 1 — 1,2 м. Квітки Aloe alooides дуже унікальні в межах роду Aloe, а також найменші, всього лише близько дев'яти міліметрів завдовжки. Зацвітає в кінці зими.
Aloe alooides є одним з найповільніше зростаючих видів алое, що свідчить про те, що він дуже довговічний.

## Місця зростання
Зростає у північносхідній частині Південноафриканської Республіки, у провінції Мпумаланга на висоті 1200—1500 м рівнем моря. Знайдений на неглибоких ґрунтах на відкритих доломітових оголеннях і скелях. Його часто плутають з Aloe thraskii, що відноситься до прибережних видів.

## Охоронний статус
Хоча більша частина ареалу трансформована лісовими насадженнями, проте вони не вплинули на скелі і скельні оголення, де цей вид росте. Дуже часто він складається з великих субпопуляцій, чисельність рослин в яких не зменшується. У Червоному списку рослин Південної Африки (англ. Red List of South African Plants) Aloe aculeata занесено до категорії видів з найменшим ризиком (англ. Least Concern (LC)).

## Утримання
Для нормального зростання цієї рослини портібна температура не менше 10 °C (50 °F).